# ليزا روبرتس
ليزا روبرتس غيلان (بالإنجليزية: Lisa Roberts Gillan)‏ هي ممثلة أمريكية. ولدت في عام 1965، في ديكاتور (جورجيا)، في الولايات المتحدة.

## أعمال

### أفلام
- (2002) خادمة في مانهاتن.[3][4]
- (2003) ابتسامة الموناليزا.[5]
- (2009) الخداع.[6]
- (2010) إيت براي لوف.[7][8]
- (2010) عيد الحب.[9]

## وصلات خارجية
- ليزا روبرتس على موقع IMDb (الإنجليزية)
- ليزا روبرتس على موقع ألو سيني (الفرنسية)
- ليزا روبرتس على موقع أول موفي (الإنجليزية)
- ليزا روبرتس على موقع قاعدة بيانات الأفلام السويدية (السويدية)
- ليزا روبرتس على موقع قاعدة بيانات الفيلم (الإنجليزية)
- ليزا روبرتس على موقع كينوبويسك (الروسية)